# Órgão de Haller

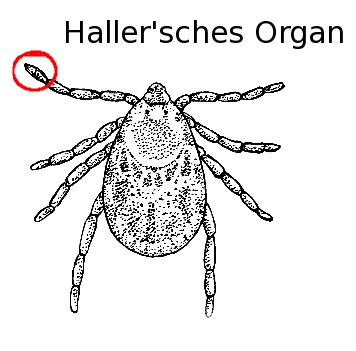
Posição do órgão de Haller.

Orgão de Haller é um conjunto de quimiorreceptores e termorreceptores presente numa pequena cavidade na extremidade (tarso) das pernas dianteiras dos carrapatos da família Ixodidae. A estrutura, descrita pela primeira vez em 1879 por Gottfried Haller (daí o nome), é um órgão sensorial complexo utilizado na detecção de hospedeiros. Sendo os carrapatos parasitas obrigatórios dependem deste órgão para a detecção da assinatura bioquímica do hospedeiro, num processo que combina as funções do olfacto com a capacidade de sentir a humidade, temperatura e presença de dióxido de carbono.